# Ernst Conrad
Ernst Otto Conrad (* 25. März 1858 in Posen; † 3. April 1930 in Leipzig) war ein deutscher Richter.

## Leben
Conrad studierte von 1876 bis 1880 an der Schlesischen Friedrich-Wilhelms-Universität Rechtswissenschaft. 1877 wurde er im Corps Silesia Breslau aktiv. Die Laufbahn in der Rechtspflege begann er 1880 mit der Vereidigung auf den König von Preußen. 1890 wurde er Staatsanwalt in Lyck und 1893 in Posen. 1899 wurde er zum Staatsanwaltschaftsrat ernannt. Ab 1902 war er Vertreter des Oberstaatsanwalts mit dem Titel I. Staatsanwalt. 1905 wurde er I. Staatsanwalt. 1909 wurde er als Richter an das Reichsgericht in Leipzig berufen. Er war bis zu seiner Pension 1926 im III. Strafsenat des Reichsgerichts tätig.

## Werke
- Das Gesetz über den Belagerungszustand v. 4. Juni 1851 (mit d. Abänderungsgesetze v. 11. Dez. 1915) in der Rechtsprechung des Reichsgerichts. Liebmann, Berlin 1916.
- Psychologische Jugendpflege. Vandenhoeck & Ruprecht, Göttingen 1926.
- Taschenkommentar des Gesetzes zur Bewahrung der Jugend vor Schund- u. Schmutzschriften vom 18. Dez. 1926 nebst Ausführgsverordnung v. 23. Dez. 1926 u. erg. Vorschriften. Liebmann, Berlin 1927.
- Taschenkommentar des Gesetzes über den Verkehr mit Kraftfahrzeugen vom 3. Mai 1909 sowie der Verordnung über Kraftfahrzeugverkehr vom 16. März 1928. Liebmann, Berlin 1928.
- Kommentar zur Reichsgewerbeordnung und zum Gaststättengesetz nach dem Stande vom 1. März 1931. Liebmann, Berlin 1931.